# 船曳文士
船曳 文士（ふなびき ぶんし、1986年9月26日 - ）は、日本中央競馬会 (JRA) 栗東トレーニングセンターに所属していた元騎手・元調教助手。
父の彦丞はスポーツ新聞の大阪スポニチの元競馬担当記者（ハマノパレードの最期についての取材を行ったことで有名）。騎手免許は平地競走、障害競走両方所持していた。

## 来歴

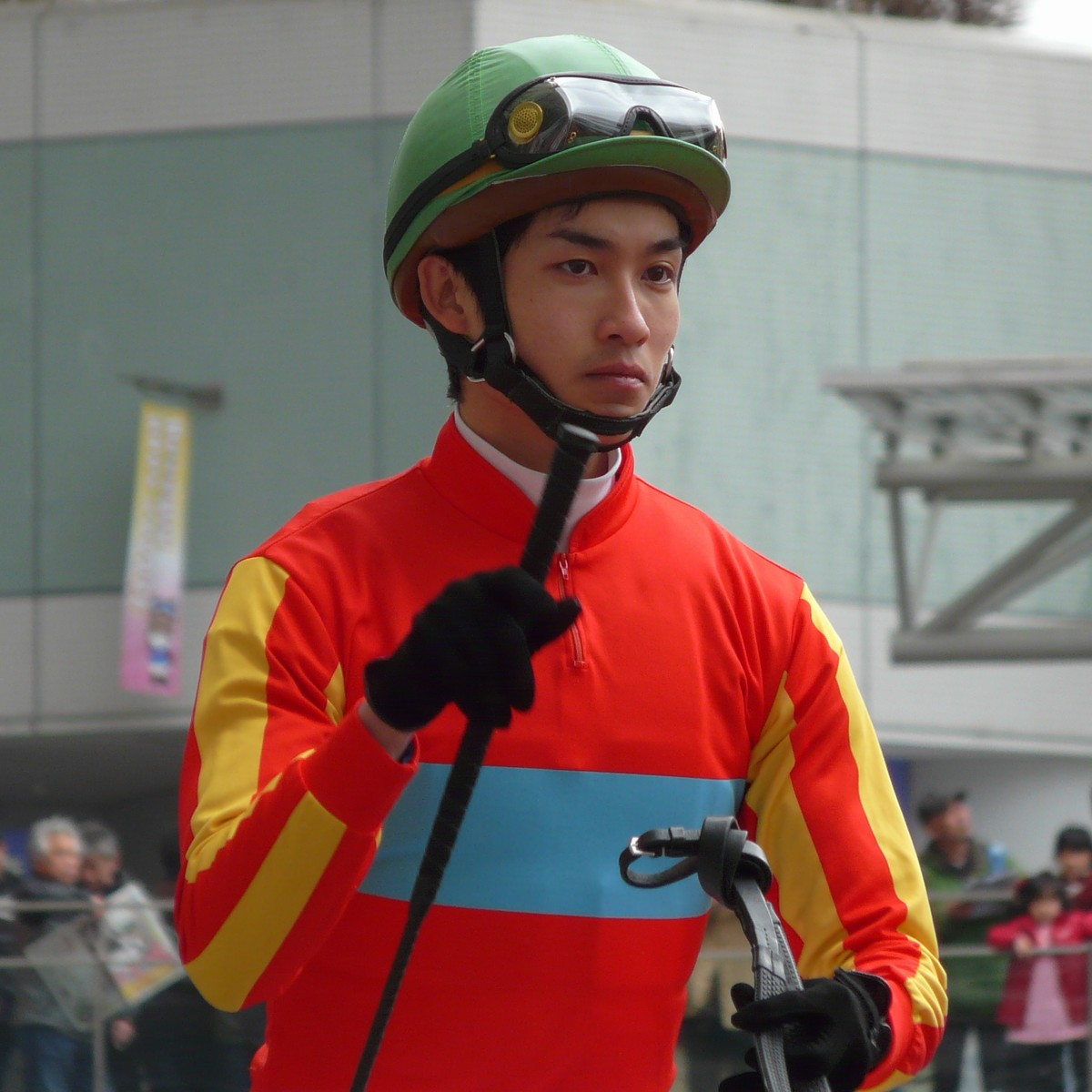
騎手時代

2002年に第21期生としてJRA競馬学校に入学するも1年留年。また騎手免許も取得できず、栗東・加用正厩舎所属の騎手候補生となる。
2006年、競馬学校第22期生として卒業し騎手免許を取得、引き続き加用正厩舎所属でのデビューとなった。卒業時の同期には田中博康、的場勇人らがいる。
デビュー戦をJRA史上41人目となる初騎乗初勝利で飾り、幸先のよいスタートを切ったものの、翌2007年にはレース中の落馬により右橈骨尺骨の骨幹部と左鎖骨を骨折する不運にも見舞われ、減量騎手の特典を失う2009年には騎乗数が前年の3分の1以下となるなど低迷。
その後も騎乗実績は振るわず2010年12月20日付けで騎手を引退、中竹和也厩舎の調教助手へと転身した。
通算成績は634戦20勝。引退時、船曳にデビュー戦の勝利をもたらしたマストビートゥルーはまだ現役馬であった。
2015年までに調教助手を退任。その後一旦競馬を離れて児童福祉施設で勤務した後、TCCのスタッフに加わる。2019年5月1日にオープンしたTCCセラピーパークの厩舎長に就任。

## エピソード
2007年2月24日に行われた阪神競馬場の障害競走でノボリハウツーに騎乗したがレース中に落馬。馬は空馬のままゲートの開いていた競馬場の外へ逃走し、各メディアで取り上げられ話題となった。

## 騎乗成績
|       |                | 日付           | 競馬場・開催  | 競走名       | 馬名               | 頭数 | 人気 | 着順 |
| ----- | -------------- | -------------- | ------------- | ------------ | ------------------ | ---- | ---- | ---- |
| 平 地 | 初騎乗・初勝利 | 2006年3月5日   | 1回中京2日3R  | 3歳未勝利    | マストビートゥルー | 16頭 | 5    | 1着  |
| 平 地 | 重賞初騎乗     | 2008年3月9日   | 1回中京4日11R | 中京記念     | フォルテベリーニ   | 18頭 | 18   | 17着 |
| 障 害 | 初騎乗         | 2006年10月7日  | 5回京都1日4R  | 障害オープン | マルブツトップ     | 14頭 | 5    | 5着  |
| 障 害 | 初勝利         | 2006年10月28日 | 5回京都7日4R  | 障害オープン | マルブツトップ     | 14頭 | 4    | 1着  |

| 年度   | 平地競走 | 平地競走 | 平地競走 | 平地競走 | 平地競走 | 平地競走 | 平地競走 | 障害競走 | 障害競走 | 障害競走 | 障害競走 | 障害競走 | 障害競走 | 障害競走 |
| 年度   | 1着      | 2着      | 3着      | 騎乗数   | 勝率     | 連対率   | 複勝率   | 1着      | 2着      | 3着      | 騎乗数   | 勝率     | 連対率   | 複勝率   |
| ------ | -------- | -------- | -------- | -------- | -------- | -------- | -------- | -------- | -------- | -------- | -------- | -------- | -------- | -------- |
| 2006年 | 3        | 5        | 10       | 173      | .017     | .046     | .104     | 1        | 0        | 1        | 3        | .333     | .333     | .667     |
| 2007年 | 6        | 1        | 3        | 100      | .060     | .070     | .100     | 0        | 1        | 0        | 7        | .000     | .143     | .143     |
| 2008年 | 9        | 7        | 6        | 246      | .037     | .065     | .089     | 0        | 0        | 0        | 2        | .000     | .000     | .000     |
| 2009年 | 1        | 5        | 3        | 77       | .013     | .078     | .117     | -        | -        | -        | -        | -        | -        | -        |
| 2010年 | 0        | 1        | 0        | 17       | .000     | .059     | .059     | -        | -        | -        | -        | -        | -        | -        |
| 中央   | 19       | 18       | 22       | 596      | .032     | .062     | .099     | 1        | 1        | 1        | 12       | .083     | .167     | .250     |
| 地方   | 0        | 0        | 0        | 1        | .000     | .000     | .000     | -        | -        | -        | -        | -        | -        | -        |